# Hans im Glück

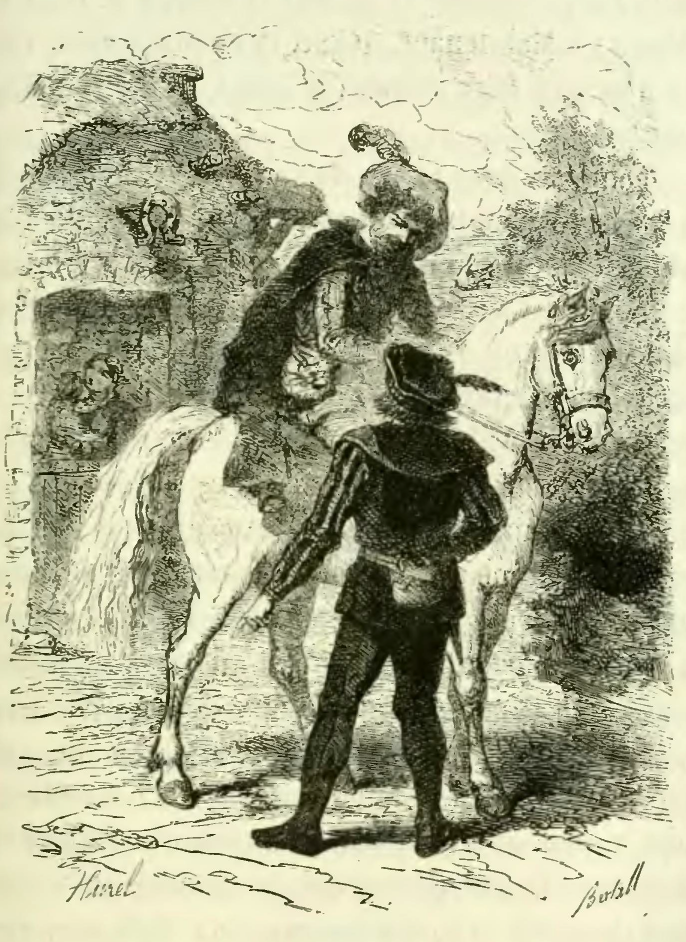
Illustration von Frédéric Baudry, ca. 1855

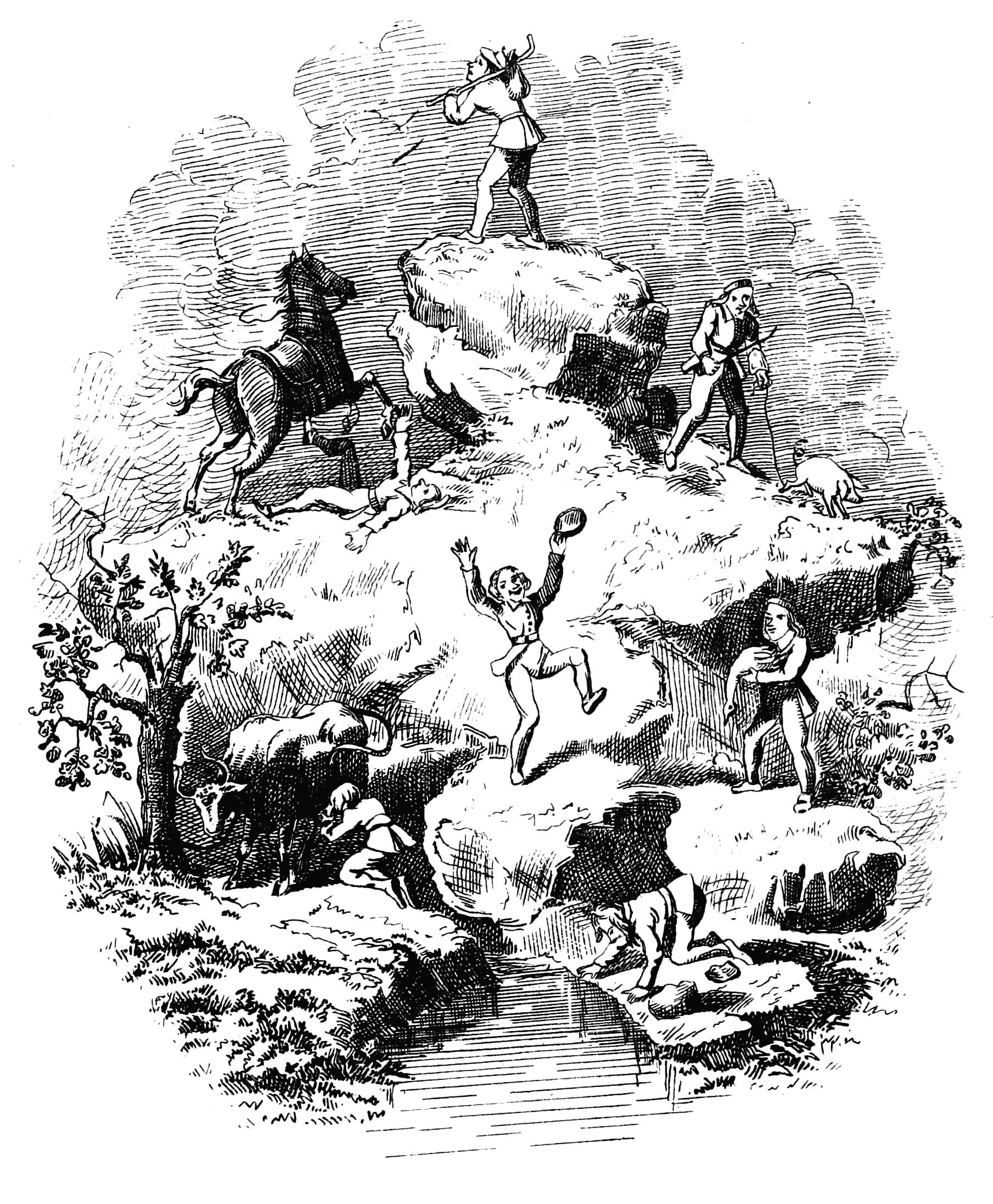
Illustration von George Cruikshank, 1876

Hans im Glück ist ein Schwank (ATU 1415). Er steht in den Kinder- und Hausmärchen der Brüder Grimm ab der 2. Auflage von 1819 an Stelle 83 (KHM 83) und stammt aus der Zeitschrift Wünschelruthe, wo Friedrich August Wernicke ihn ein Jahr zuvor (Jg. 1818, Heft 33) unter dem Titel Hans Wohlgemut veröffentlicht hatte. Ludwig Bechstein übernahm die Erzählung in sein Deutsches Märchenbuch als Hans im Glücke (1845 Nr. 24, 1853 Nr. 22).

## Inhalt

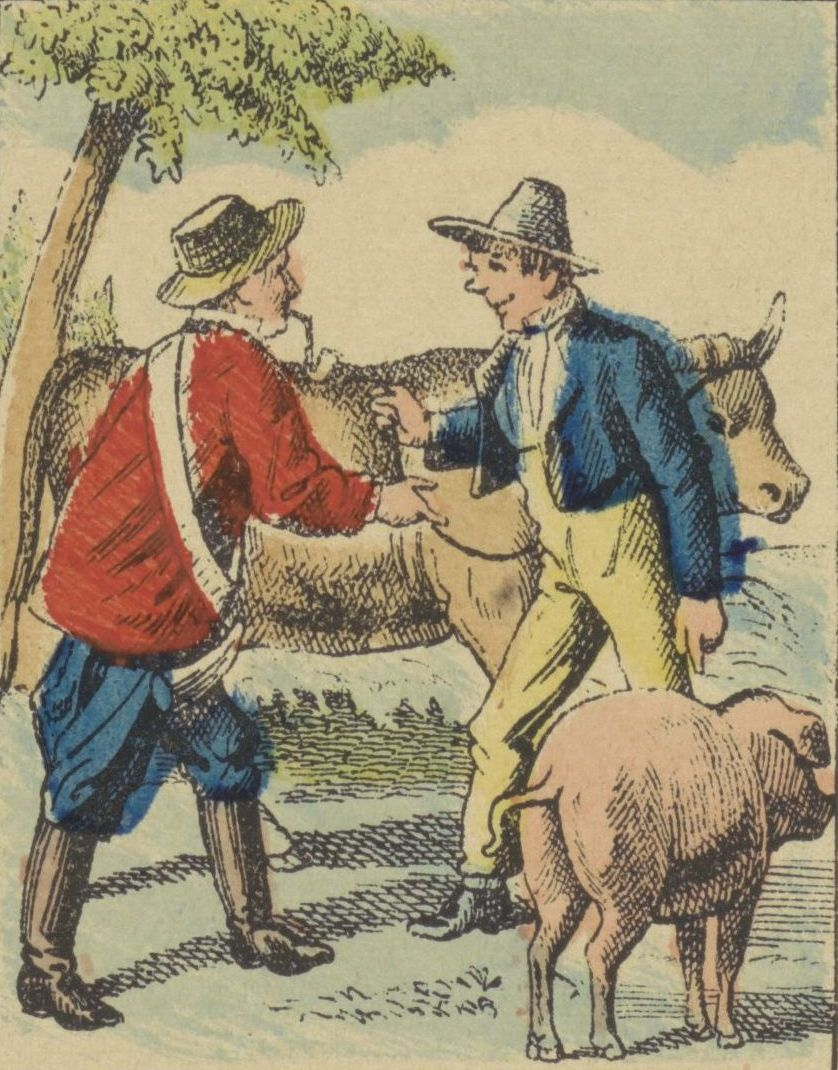
Illustration, 1889

Hans erhält als Lohn für sieben Jahre Arbeit einen kopfgroßen Klumpen Gold. Diesen tauscht er gegen ein Pferd, das Pferd gegen eine Kuh, die Kuh gegen ein Schwein, das Schwein gegen eine Gans, und die Gans gibt er für einen Schleifstein mitsamt einem einfachen Feldstein her. Er hat das Empfinden, jeweils so zu tauschen, dass alles eintrifft, was er sich wünscht, und fühlt sich vom Glück bevorzugt „wie ein Sonntagskind“. Zuletzt fallen ihm noch, als er trinken will, die beiden schweren Steine in einen Brunnen. Endlich ist er glücklich, die schweren Steine nicht mehr tragen zu müssen. 

„So glücklich wie ich, rief er aus‚ gibt es keinen Menschen unter der Sonne. Mit leichtem Herzen und frei von aller Last ging er nun fort, bis er daheim bei seiner Mutter angekommen war.“

## Interpretationen

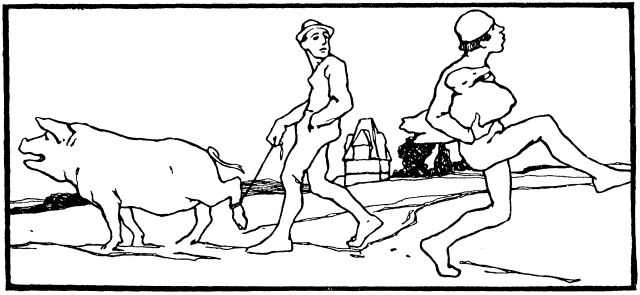
Illustration von Otto Ubbelohde, 1909

Karl-Heinz Eser macht darauf aufmerksam, dass Hans im Glück eines der Märchen der Brüder Grimm ist, das nicht mit dem traditionellen Es war einmal … beginnt. Dies ist allerdings in der Fassung von Bechstein nicht der Fall. Das Märchen lasse mehrere volkstümliche Interpretationen („Lehren“) zu, die auf der Hand lägen, etwa: „Nur die Einfalt findet das Glück“ oder „Frei zu sein, ist mehr als Gut und Geld“ oder auch „mundus vult decipi“ (lat., „die Welt will betrogen sein“). Künstlerisch sei dies als eine Stärke anzusehen. Die Reden, mit denen ein jeder hier den Hans über den Tisch zu ziehen versteht und die jedes Mal ein realistischer Lobgesang auf die angepriesenen Alltagsgüter sind, sei immer zur Erheiterung der Zuhörer geeignet.
Der Philosoph Ludwig Marcuse schrieb zu Hans im Glück:

„… man besitzt das Glück weder im Gold noch im Schwein noch im Stein. Vieles kann einen glücklich machen; aber kein Gut macht einen glücklich in jeder Beziehung.“

Hans’ Verhalten widerspricht laut Viktor Zielen jeder Logik und Konvention, was irritiere. Seine Leichtigkeit im Umgang mit anderen stehe im Gegensatz zur Konsequenz seines Weges hin zur „Großen Mutter“, die das Grab sei. Zu ihrem Symbolkreis gehörten auch seine Tiere. Wolfdietrich Siegmund meint, Hans im Glück warne vor den fragwürdigen Tauschgeschäften des Lebens, ermutige aber zugleich, leidvolle Enttäuschungen umzuwandeln in tröstliche Gewissheit vom Sinn des Schicksals. Wilhelm Salber bemerkt, das Märchen rufe zur Rückkehr auf. Homöopathen verglichen das Märchen mit Agaricus, Aurum, Magnesium carbonicum. Siegfried Stadler liefert ironisch eine marxistische Deutung. In motivationstheoretischer Interpretation aus Managementsicht ist Hans ein „eigennütziger Hedomat und unlustmeidender Glücksökonom“.
Nach Marion Schmaus nutzt Hans im Glück Wiederholungen, um den Handlungsablauf zu strukturieren und den moralischen Punkt zu verstärken. Es gebe eine klare moralische Lektion in der Geschichte, die zeige, dass Glück nicht in materiellem Reichtum, sondern in der Zufriedenheit mit dem, was man hat, zu finden sei. Obwohl die Geschichte in einer realen Welt spiele, enthalte sie fantastische Elemente, die typisch für das Märchengenre seien, wie die Tatsache, dass Hans sieben Jahre arbeite und als Lohn einen großen Goldklumpen erhalte. In jeder Episode tausche Hans einen Gegenstand gegen einen anderen, der weniger wertvoll sei, aber in seinen Augen besser geeignet scheint. Wie viele der Grimm-Märchen sei „Hans im Glück“ in einer volkstümlichen Sprache geschrieben, die die Sprache des gewöhnlichen Volkes widerspiegele.
Karen Lippert verweist auf die Möglichkeit zweier gegensätzlicher Interpretationsweisen. Nur in der einen sei Hans im Glück der Einfaltspinsel und die Erzählung ein Schwank über seine Dummheit. Eine andere Interpretation sei die des Glücks durch Überwindung einer materiellen Weltsicht. In dieser Interpretation befreie sich Hans nach und nach von Besitz und Zwängen wie dem Schleppen schwerer Klumpen, dem Sorgenmüssen für Tiere oder einem Leben als fahrender Handwerker. Hans habe in dieser Lesart das Prinzip des positiven Denkens perfektioniert und erkenne sich selbst als seinen wertvollsten Besitz, der ihn letztlich glücklich mache. Auch Rosemarie Tüpker sieht diese beiden polaren Interpretationsweisen und betont für die zweite, dass das Märchen sowohl an die frühe Kindheit denken lasse, wenn Kinder ohne materielle Kenntnisse Tauschgeschäfte ganz nach ihren Vorlieben machten, aber auch an das Ankommen am Ende des Lebens in der Symbolik des Todes als Heimkommen. Vor diesem Hintergrund zeigt sie die Nutzung des Märchens in der Arbeit mit alten Menschen und in der intergenerativen Arbeit auf.
Es gibt ebenso Interpretationen aus weiteren Disziplinen (Philosophie, Philologie, Tiefenpsychologie, Politologie, Ökonomie).

## Rezeption

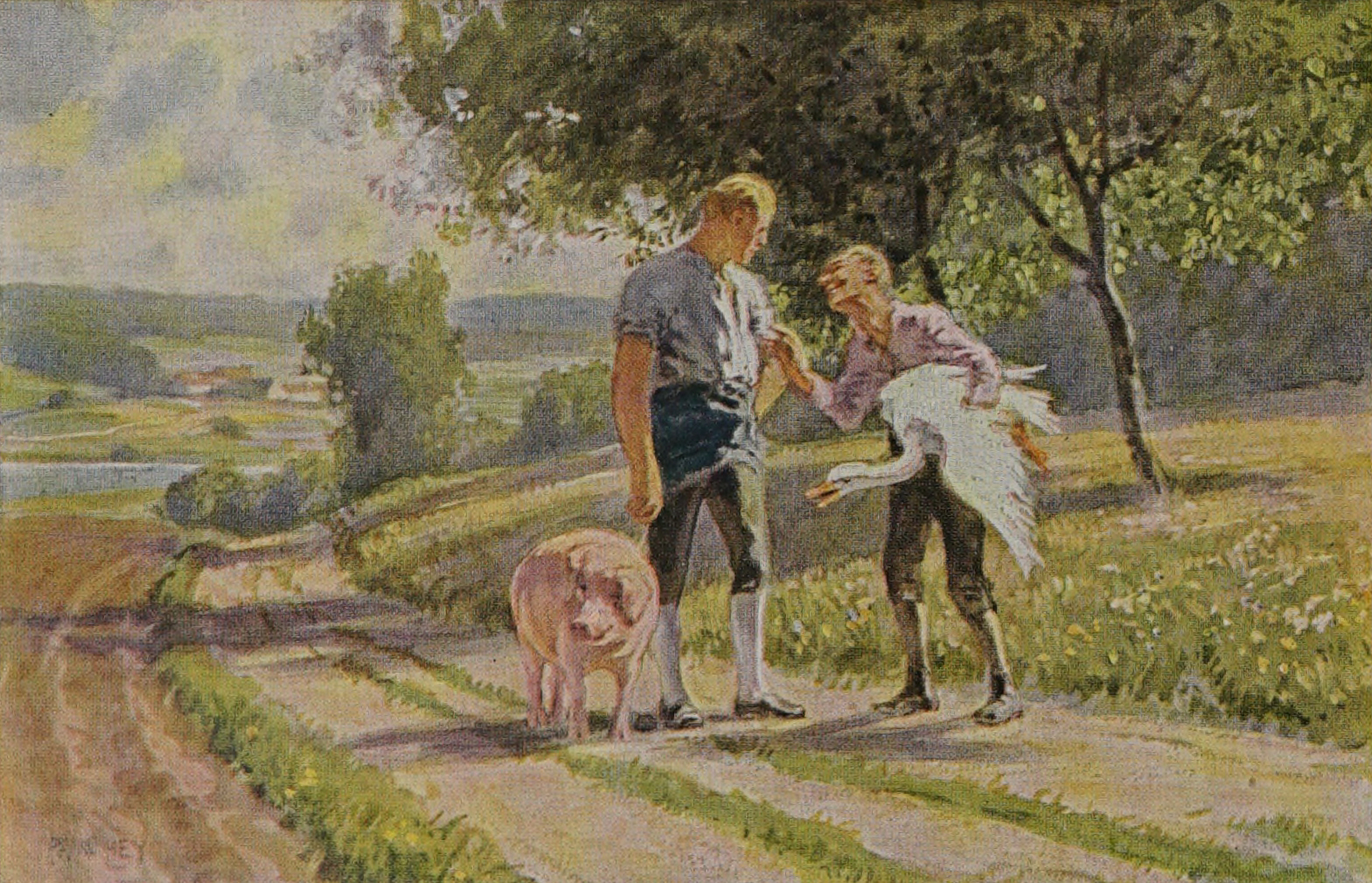
Illustration von Paul Hey, 1939

1832 schuf Adelbert von Chamisso unter dem Titel Hans im Glücke eine Bearbeitung in Versen. Ludwig Bechsteins Hans im Glücke in Deutsches Märchenbuch ist neu formuliert, folgt aber Grimms Fassung, auch wenn Bechstein noch „Chamissos Gedicht“ im Musenalmanach für das Jahr 1832 (1831) angibt. Er übernahm ein Scherenschleiferlied aus Anton Wilhelm von Zuccalmaglios und Andreas Kretzschmers Deutsche Volkslieder in ihren Originalweisen, 1838. Vgl. auch Nr. 43 Wie Dummhans für ein Gerstenkorn ein Königreich bekam in Ulrich Jahns Volksmärchen aus Pommern und Rügen.
Hans Christian Andersen stellte das Motiv ins Zentrum seines 1870 erschienenen Romans Glücks-Peter (dän. Lykke-Per), in dem der Protagonist auf dem Höhepunkt seines Glücks stirbt. Tragisch bearbeitete auch der dänische Schriftsteller Henrik Pontoppidan das Motiv in seinem mehrbändigen Roman Hans im Glück (dän. Lykke-Per; 1898–1904, dt. 1906): Der Protagonist Per Sidenius stammt aus ärmlichen Verhältnisse und möchte als Ingenieur Großes leisten, doch nach anfänglichem Glück scheitert er und endet als einsamer Landvermesser. Pontoppidans Roman wurde 2018 unter dem Titel Per im Glück von Bille August verfilmt.
Parallelen zu Hans im Glück weist auch die Clownrolle Oleg Konstantinowitsch Popows auf. In Janoschs Parodie sieht Hans alles positiv, z. B. als er vom Meister nur eine Gans erhält, die ihm wegläuft, als er im Krieg ein Bein verliert („Zwei Beine weg ist schlimmer!“) und seine Frau wegläuft. Hans im Glück in Hans Eberts gleichnamigem Kriminalroman zieht ein rastloses Leben seiner Familie und Karriere vor.
Ignatius Taschner schuf eine Skulptur am Märchenbrunnen im Volkspark Friedrichshain in Berlin-Friedrichshain, Franz Staud 1956 einen Hans-im-Glück-Brunnen in Innsbruck, ein weiterer steht in Stuttgart.
Ein Sprechtheater Hans im Glück von Reto Finger wurde am 18. April 2015 im Schauspielhaus Bochum uraufgeführt.

### Verfilmungen

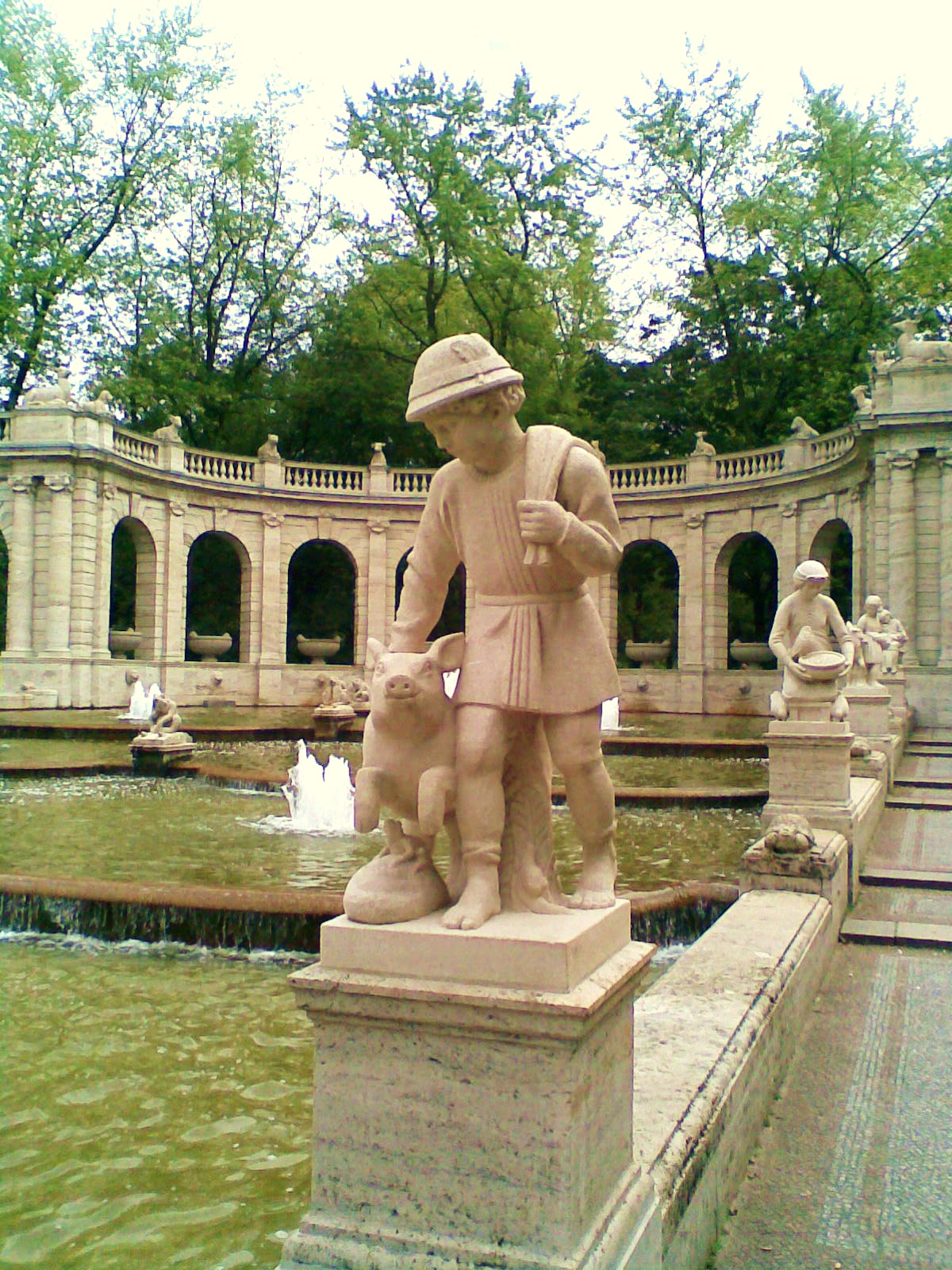
Märchenskulptur im Märchenbrunnen im Volkspark Friedrichshain in Berlin von Ignatius Taschner

- 1925: Hans im Glück, Deutschland, Stummfilm-Einakter nach den Brüdern Grimm, Produktionsfirma: Curt Puhlfürst (Chemnitz, Kurze Straße 8), ca. 4 min.[19]
- 1928: Hans im Glück, Deutschland, Stummfilm in zwei Akten nach den Brüdern Grimm. Regie: Alf Zengerling mit Dany Carelle, Bella Polini, Reinhold Knapp und Betty Dudeck.[20]
- 1936: Hans im Glück, Deutschland, das Märchen wurde von den beiden Filmarchitekten Robert Herlth und Walter Röhrig als Regisseure verfilmt. Für die Bauten war vor allem Anton Weber zuständig. Die Hauptdarsteller waren damals Rudolf Biebrach, Lola Chlud, Erich Dunskus, Käthe Haack, Georgia Holl, Erwin Linder, Rudolf Platte, Eugen Re, Oskar Sima und Elsa Wagner.
- 1949: Hans im Glück, BR Deutschland, Verfilmung als eine Art Musical. Regie: Peter Hamel mit Gunnar Möller, Erich Ponto, Gertrud Kückelmann, Werner Lieven, Beppo Brem und Rudolf Vogel, 76 min.[21]
- 1956: Hans im Glück, BR Deutschland, Fernsehproduktion der Augsburger Puppenkiste, s/w
- 1976: Hans im Glück, BR Deutschland, Fernsehspiel, Regie: Wolfgang Petersen mit Jürgen Prochnow, Peter Schiff, Sigrid Lagemann und Andreas Hanft. Nur der Titel stimmt mit dem Märchen überein – die Handlung ist über einen jungen Mann, der trotz großer Pläne und offensiv zur Schau gestelltem überzogenem Selbstbewusstsein am Ende sowohl beruflich als auch privat scheitert.
- 1999: Hans im Glück, Deutschland, Märchenfilm, Regie: Rolf Losansky mit Andreas Bieber, Marlene Marlow sowie den Komikern Karl Dall und Kalle Pohl.
- 2006: Hans im Glück – Tauschrausch im Märchenwald, Deutschland/Österreich, Parodie aus der ProSieben/ORF-Serie Die Märchenstunde mit Christian Ulmen, Ingo Appelt, Nora Tschirner und Joseph Hannesschläger.
- 2015: Hans im Glück, Deutschland, Märchenfilm der 9. Staffel aus der ARD-Reihe Sechs auf einen Streich aus dem Jahr 2016. Uraufgeführt am 12. November 2015 auf dem Kinofest Lünen.
- 2018: Gottschdorfer Hans im Glück.[22]
- 2018 Per im Glück von Bille August.[15]

### Hörbücher

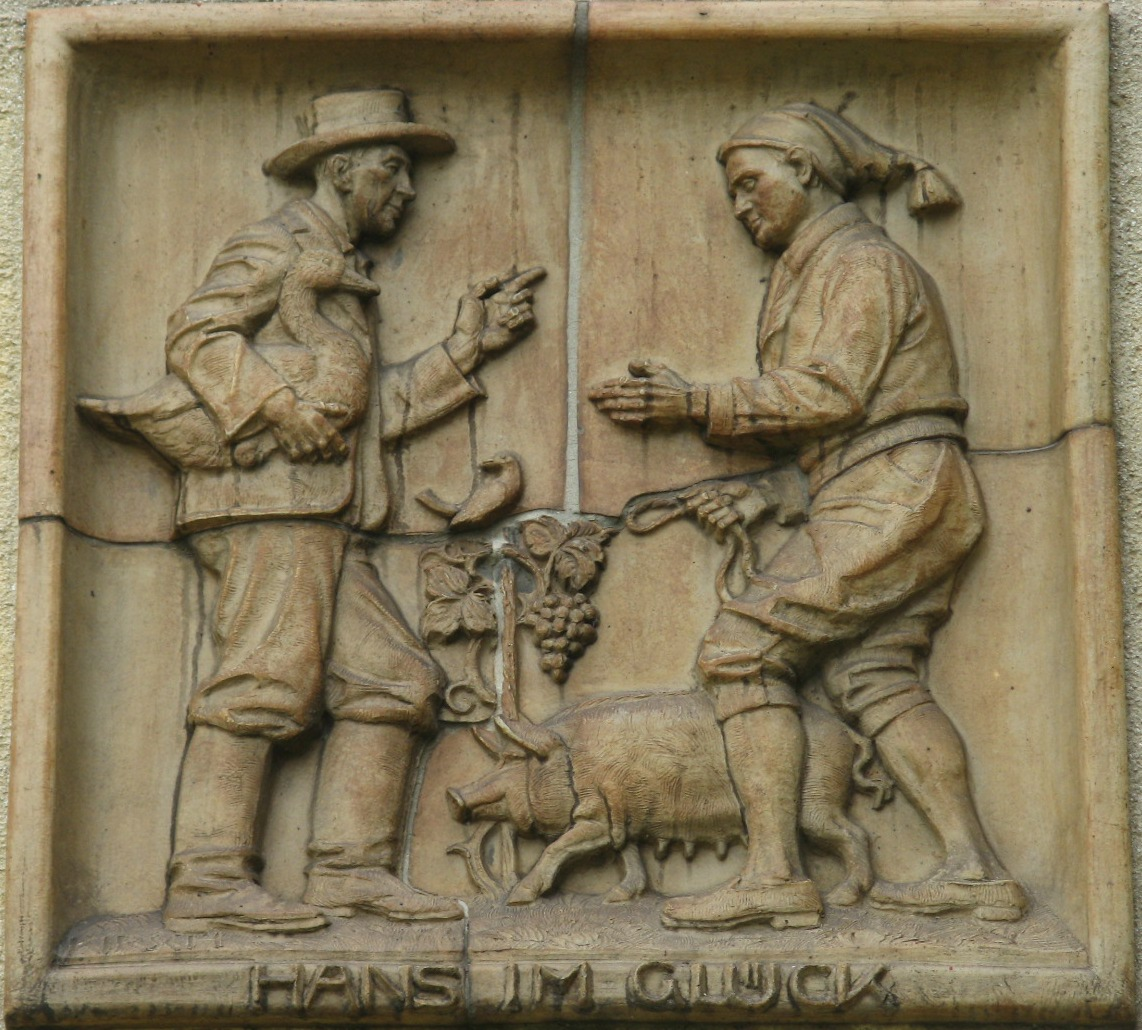
Terrakottarelief in Wien

- Hans im Glück, vorgelesen von Henning Vieser bei Childstories.org: Mp3-Hörbuch und Illustrationen.
- Hans im Glück als mp3-Hörbuch auf LibriVox

### Hörspiele (Auswahl)
- 1958: Brüder Grimm: Hans im Glück – Regie: Heinz Schimmelpfennig (Kinderhörspiel – Bertelsmann Schallplattenring)
- 1965: Brüder Grimm: Das Bunte Märchenalbum II. Aschenputtel. Der gestiefelte Kater. Tischlein, deck dich! Hans im Glück – Regie: Heinz Schimmelpfennig (Kinderhörspiel – Discoton)
- 1965: Brüder Grimm: Hans im Glück – Regie: Heinz Schimmelpfennig (Kinderhörspiel – Marcato)
- 1966: Brüder Grimm: Hans im Glück – Regie: Theodor Popp (Kinderhörspiel – Litera)
- 1972: Brüder Grimm: Rumpelstilzchen. Der gestiefelte Kater. Hans im Glück – Regie: Kurt Vethake (Kinderhörspiel – Maritim)
- 1985: Brüder Grimm: Hans im Glück – Regie: Norbert Speer (Kinderhörspiel – Litera)
- 2009: Brüder Grimm: Hans im Glück (Reihentitel: Fünf Märchen der Brüder Grimm – nacherzählt von einem Bratscher) – Regie: Barbara Plensat (Hörspiel – Rundfunk Berlin-Brandenburg)

### Illustrationen
- Illustrationen des Märchens von verschiedenen Illustratoren

### Musik

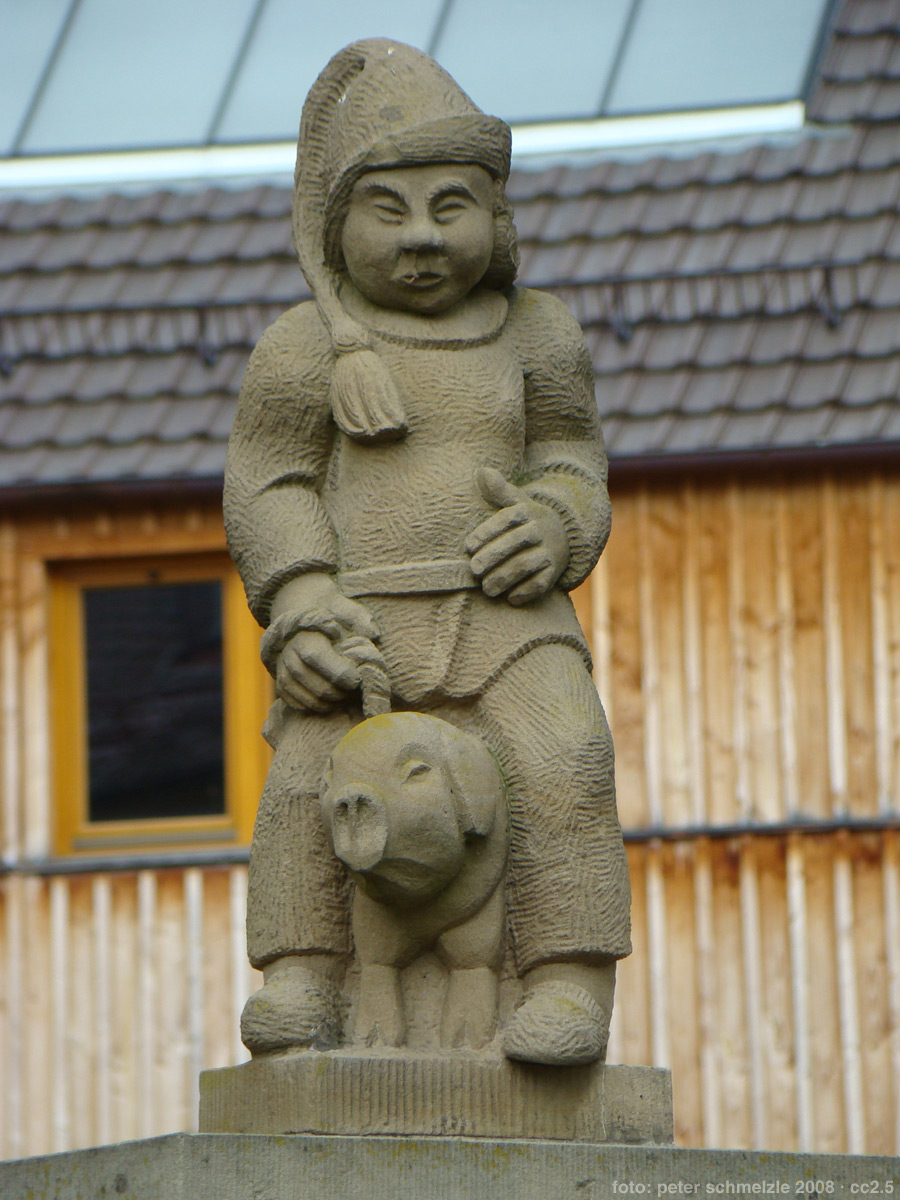
Plastik am Dorastift in Ilsfeld

- Mireille Mathieu: Hans im Glück kann jeder sein.[23] 1972 das Lied der Deutschen Fernsehlotterie.

### Briefmarken und Münzen

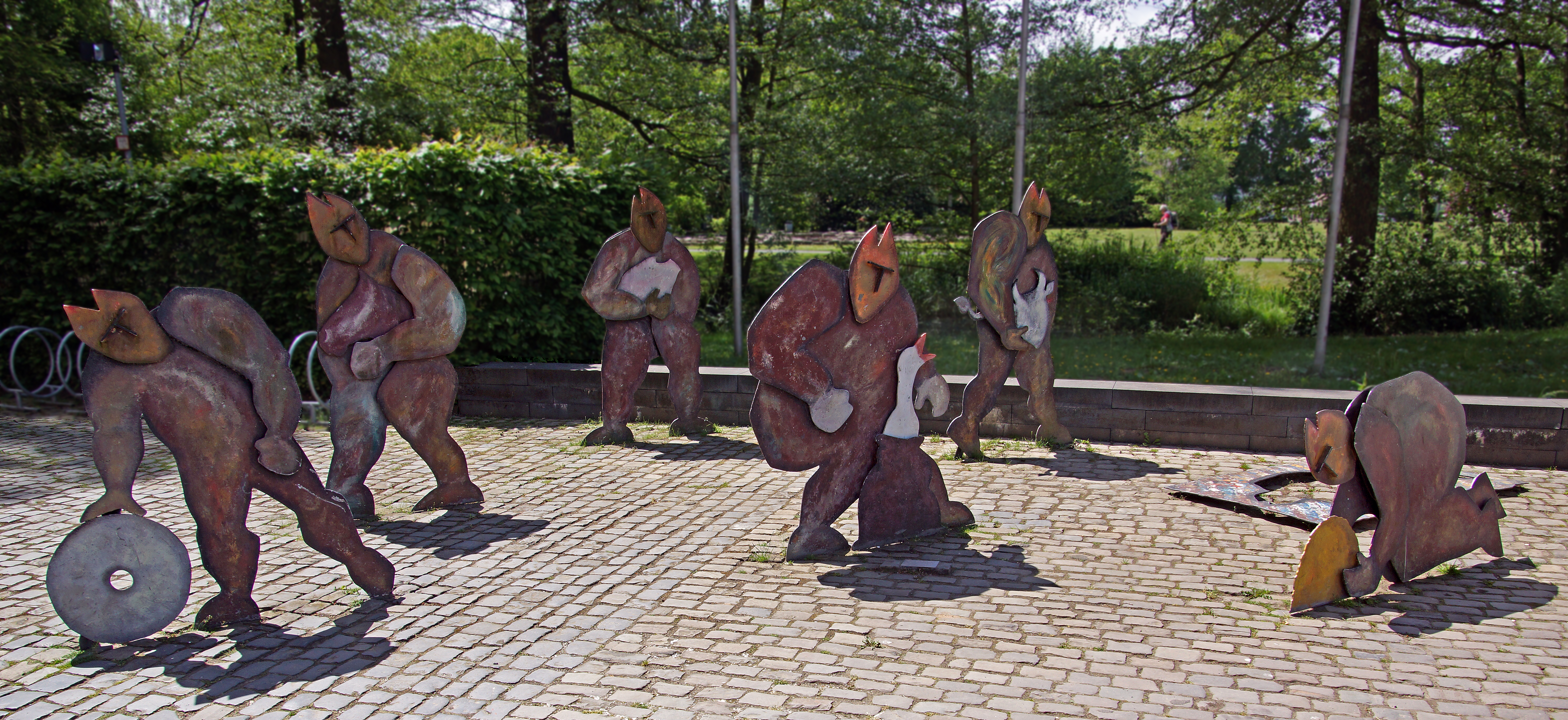
Skulpturengruppe im Burghof von Burg Wissem von Tor Michael Sönksen

Im Jahr 1985 erschien anlässlich des 200. Geburtstag von Jacob Grimm in der Deutschen Demokratischen Republik eine Briefmarke für den Postwert von 20 Pfennig zum Märchen Hans im Glück.
Im Februar 2023 erschien in Deutschland eine kleine Serie von Wohlfahrtsmarken mit Illustrationen zu Hans im Glück von Henning Wagenbreth. Der Postwert von 85 Cent zeigt im Vordergrund Hans schwitzend den schweren Goldklumpen tragend, links im Hintergrund die vergangene Szene des dankbaren Arbeitgebers, rechts die der Zukunft mit dem Reiter auf dem Pferd. Die 100er-Marke zeigt im Vordergrund, wie Hans sich angestrengt mit dem Schwein abmüht, im Hintergrund links die Kuh und rechts der Junge mit der Gans auf dem Arm. Die Postwertmarke von 160 Cent zeigt den glücklich voranschreitenden Hans nach dem Loswerden der Mühlsteine im Brunnen, rechts ist schon das Haus mit der ihn freudig begrüßenden Mutter zu sehen.
Ebenfalls im Jahr 2023 brachte die Deutsche Bundesbank ab dem 19. Januar eine Silbergedenkmünze im Nennwert von 20 Euro heraus. Sie stellt die zwölfte Ausgabe der 2012 begonnenen Serie zum Thema „200 Jahre Grimms Märchen“ dar. Sie besteht aus 18 g Sterlingsilber und hat einen Durchmesser von 32,5 mm. Der Entwurf von Michael Otto zeigt im Vordergrund einen munter in die Welt ziehenden Hans mit einem Bündel und im Hintergrund weitere Motive des Märchens: das Pferd, die Kuh, die Gans und den Brunnen.

### Thematische Verwendung des Titels
- 1987: Hans im Glück (Fernsehserie) behandelt nicht das Märchen.
- 2009: Hans im Glück, 19-minütiger Kurzfilm von Peter Hümmeler, er entstand als Studentenfilm im vierten Semester an der Internationalen Filmschule Köln und lief unter anderem auf dem Landshuter Kurzfilmfestival.
- 2009: Hans im Glück, Film von Claudia Lehmann, Beitrag zur Berlinale 2009, Familiengeschichte 20 Jahre nach dem Mauerfall
- 2021: Hans Ebert: Hans im Glück: Oder die Reise nach Sibiu. Kriminalroman. Twnetysix Crime, ISBN 978-3-7407-8367-9